# 奧利佛·詹姆士
奧利佛·詹姆士（Oliver James，1980年6月1日—）是英國的一位演員、歌手、詞曲作家、音樂人。他出演過眾多英國電視劇和電影。